# Mesterháza
Mesterháza è un comune dell'Ungheria di 175 abitanti (dati 2001). È situato nella contea di Vas.